# 名鉄トム950形貨車
名鉄トム950形貨車（めいてつトム950がたかしゃ）とは、かつて名古屋鉄道で運用されていた貨車（無蓋車）である。

## 概要
- 元は1926年（大正15年）に日本車輌製造で製造された瀬戸電気鉄道の15ｔ積無蓋車トム200形（トム201 - トム210）である。国鉄直通貨車であった。1939年（昭和14年）に瀬戸電気鉄道が名古屋鉄道と合併すると名鉄に引き継がれる。1941年（昭和16年）にトム950形（トム951 - トム960）に改番する。
- 戦後は瀬戸線で国鉄直通貨車として運用され、空気制動の設置の改造がされている。昭和30年代後半には一部が私有貨車となる。
- 国鉄の貨物列車の速度がヨンサントオダイヤ改正により75 km/hに引き上げられるのに伴い、トム950形はその条件に対応できなかったこと、また、名鉄の私有貨車制度の廃止により、1968年（昭和43年）に形式消滅となった。